# Хиба Абу Нада
Хиба  Камал Абу Нада (арап. هبة كمال أب ندى; listen ; 24. јун 1991 — Кан Јунис, 20. октобар 2023.) била је палестински песник, романописац, нутрициониста  и Викимедијанац. Њен роман Кисеоник није за мртве освојио је друго место на Sharjah Award for Arab Creativity 2017. године. Убијена је у свом дому у Појасу Газе у израелском ваздушном нападу у рату између Израела и Хамаса 2023.

## Биографија
Абу Нада је рођена у Меки, Саудијска Арабија, 24. јуна 1991. године. Дипломирала је биохемију на Исламском универзитету у Гази, а магистрирала клиничку исхрану на Универзитету Ал-Азхар. 
Једно време је радила у Центру за креативност Русул, повезаном са Ал-Амал институтом за сирочад. Према Ал-Аииаму, она је била „заокупљена правдом, устанцима арапског пролећа и реалностима палестинског живота под окупацијом“.
Објавила је низ збирки поезије и роман под називом Uksujīn laysa lil-mawtā (Кисеоник није за мртве, арап. الأكسجين ليس للموتى). Године 2017. освојила је друго место на 20. годишњој награди Шарџа за арапско стваралаштво, коју су организовали Уједињени Арапски Емирати, за свој роман. Књигу је поново објавио Дар Диван 2021.

### Смрт
Њена последња објава на мрежи била је 8. октобра 2023, када је написала 
Ноћ у Гази је мрачна осим сјаја ракета, тиха осим звука бомби, застрашујућа осим удобности молитве, црна без светлости мученика. Лаку ноћ, Газа.
Убијена је 20. октобра 2023. у рату између Израела и Хамаса, током ваздушног напада израелских ваздухопловних снага, који је погодио њену кућу у Кан Јунису у јужној Гази. Имала је 32 године.

## Дела
- ‏الأكسجين ليس للموتى ‏ [Oxygen is not for the dead: a novel] (на језику: арапски). ‏دائرة الثقافة، حكومة الشارقة،‏, al-Shāriqah. 2017. ISBN 978-9948-23-314-5. OCLC 1032289333 — преко Wikidata: Q123139804.
- „I Grant You Refuge”. Protean Magazine. 2023-11-03. Приступљено 2023-11-04.

## Фусноте
1. ↑  Понекад се транслитерира као „Хеба“ у складу са палестинским арапским изговором и регионалним арапским романизацијама Касре.[1]